# Mas de l'Hipòlit
El Mas de l'Hipòlit és una masia de Reus (Baix Camp) situada a la partida del Burgar, a la vora esquerra de la Riera de la Quadra i a l'oest de la carretera de La Selva. S'hi accedeix pel Camí d'Aixemoreres. El nom del mas és un nom modern, se'l coneixia com a Mas del Camafort. A l'altra banda de la carretera de la Selva hi ha el Mas del Llunes.

## Descripció
El mas és una construcció de planta rectangular, amb un cos central de dues plantes d'alçada i dos cossos laterals d'una planta. La coberta és un terrat a la catalana, amb una torreta de badalot. Les façanes mostren una composició arquitectònica peculiar, que procura, malgrat tot, mantenir la unitat del conjunt.
L'estat actual del mas original, és bo, però s'hi han fet diverses reformes. Una part dels elements originals, ja no existeixen o s'han transformat.